# BPA Professional Championship 1923
Il BPA Professional Championship 1923 è stato il primo evento professionistico di snooker del 1923, e la 1ª edizione di questo torneo, che si è disputato il 1° e il 2 giugno 1923 presso la Thurston Hall di Londra, in Inghilterra.
Il torneo è stato vinto da Tom Dennis, che si è aggiudicato il suo primo BPA Professional Championship e il suo primo titolo professionistico in carriera.

## Fase a eliminazione diretta
| Turno 1                | Quarti di finale       | Semifinali             | Finale                 |
| ---------------------- | ---------------------- | ---------------------- | ---------------------- |
| Al meglio dei 3 frames | Al meglio dei 3 frames | Al meglio dei 3 frames | Al meglio dei 7 frames |

### Turno 1
| Giocatore 1 | Giocatore 2 | Risultato |
| ----------- | ----------- | --------- |
| Tom Dennis  | Nat Butler  | 2 - 1     |

### Quarti di finale
| Giocatore 1  | Giocatore 2   | Risultato |
| ------------ | ------------- | --------- |
| JC Pepperell | Frank Collins | 2 - 1     |
| R Kemp       | George Clarke | 2 - 1     |
| Tom Dennis   | Frank Harwood | 2 - 1     |
| WJ Ayres     | VR Gill       | 2 - 0     |

### Semifinali
| Giocatore 1 | Giocatore 2  | Risultato |
| ----------- | ------------ | --------- |
| Tom Dennis  | JC Pepperell | 2 - 0     |
| WJ Ayres    | R Kemp       | 2 - 1     |

### Finale
| Giocatore 1 | Giocatore 2 | Risultato |
| ----------- | ----------- | --------- |
| Tom Dennis  | WJ Ayres    | 4 - 1     |